# Zaccaria Bricito (arcivescovo)
Zaccaria Bricito (Bassano del Grappa, 13 ottobre 1802 – Udine, 6 febbraio 1851) è stato un arcivescovo cattolico italiano.

## Biografia

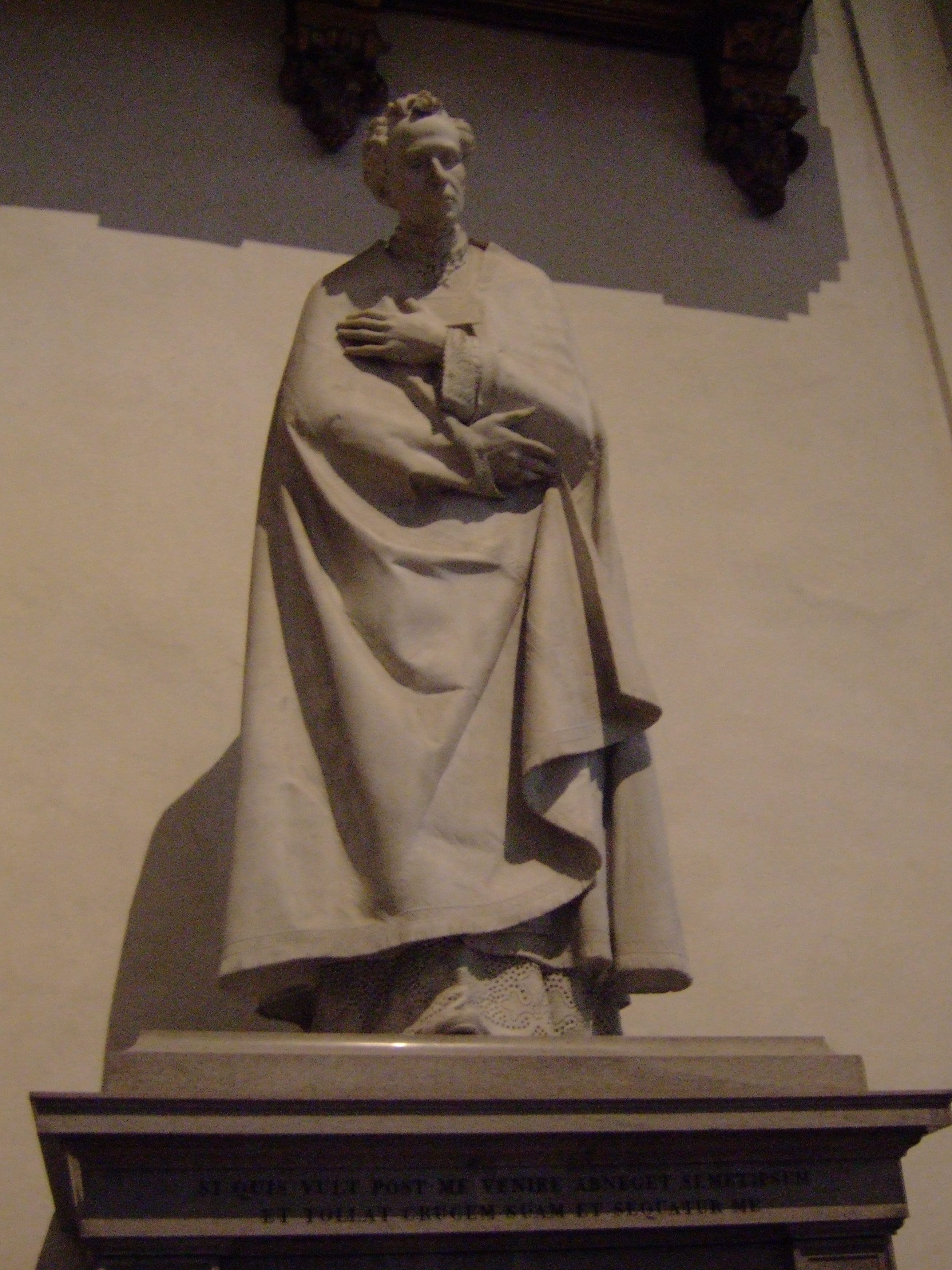
Statua del vescovo Bricito, opera di Luigi Minisini, nel Duomo di Udine

Nominato vescovo di Udine nel 1846, resse la diocesi fino al 1851, lasciando ai fedeli un ricordo di grande umanità e cristianità. Durante il suo episcopato, papa Pio IX, nel 1847, restituì ad Udine la dignità di arcidiocesi.
Durante la prima guerra d'indipendenza sostenne i moti in Friuli esprimendo esultanza per i «grandi, inaspettati, mirabili avvenimenti». Il 22 aprile 1848 fu mandato al quartier generale di Nugent a trattare la resa della città di Udine, assediata dalle truppe austriache.
È sepolto nella cattedrale di Udine.

## Genealogia episcopale
La genealogia episcopale è:
- Cardinale Scipione Rebiba
- Cardinale Giulio Antonio Santori
- Cardinale Girolamo Bernerio, O.P.
- Arcivescovo Galeazzo Sanvitale
- Cardinale Ludovico Ludovisi
- Cardinale Luigi Caetani
- Cardinale Ulderico Carpegna
- Cardinale Paluzzo Paluzzi Altieri degli Albertoni
- Papa Benedetto XIII
- Papa Benedetto XIV
- Papa Clemente XIII
- Cardinale Marcantonio Colonna
- Cardinale Giacinto Sigismondo Gerdil, B.
- Cardinale Giulio Maria della Somaglia
- Cardinale Carlo Odescalchi, S.I.
- Cardinale Fabio Maria Asquini
- Arcivescovo Zaccaria Bricito